# Келивил (Оклахома)
Келивил (енгл. Kellyville) град је у америчкој савезној држави Оклахома.

## Демографија
По попису из 2010. године број становника је 1.150, што је 244 (26,9%) становника више него 2000. године.
| Група             | 2000.       | 2010.       |
| Белци             | 750 (82,8%) | 901 (78,3%) |
| Афроамериканци    | 6 (0,7%)    | 2 (0,2%)    |
| Азијати           | 0 (0,0%)    | 3 (0,3%)    |
| Хиспаноамериканци | 12 (1,3%)   | 33 (2,9%)   |
| Укупно            | 906         | 1.150       |